# 萩原伸次郎
萩原 伸次郎（はぎわら しんじろう、1947年8月- ）は、日本の経済学者、横浜国立大学名誉教授。

## 人物・来歴
京都市太秦生まれ。福島県立福島高等学校卒、1970年福島大学経済学部卒、1976年東京大学大学院経済学研究科博士課程単位修得退学。1976年北海学園大学経済学部講師、77年助教授、1978年横浜国立大学経済学部助教授、1989年教授、2000-02年同学部長、2013年定年退任、名誉教授。米国マサチューセッツ大学経済学部客員研究員を務めた。専門は現代アメリカ経済政策論。

## 著書
- 『アメリカ経済政策史 戦後「ケインズ連合」の興亡』有斐閣, 1996.4
- 『通商産業政策』(国際公共政策叢書 日本経済評論社, 2003.5
- 『世界経済と企業行動 現代アメリカ経済分析序説』大月書店, 2005.3
- 『ワシントン発の経済「改革」 新自由主義と日本の行方』新日本出版社, 2006.12
- 『米国はいかにして世界経済を支配したか』青灯社, 2008.6
- 『TPP第3の構造改革』(かもがわブックレット かもがわ出版, 2011.3
- 『日本の構造「改革」とTPP』新日本出版社, 2011.3
- 『TPPと労働者、労働組合』 (労働総研ブックレット 本の泉社, 2012.5
- 『オバマの経済政策とアベノミクス 日米の経済政策はなぜこうも違うのか』学習の友社, 2015.5
- 『新自由主義と金融覇権 現代アメリカ経済政策史』大月書店, 2016.11
- 『トランプ政権とアメリカ経済 危機に瀕する「中間層重視の経済政策」』学習の友社, 2017.8
- 『世界経済危機と『資本論』』新日本出版社, 2018.3
- 『金融グローバリズムの経済学 格差社会の形成と世界金融危機の勃発』かもがわ出版, 2020.1

### 共編著
- 『西洋経済史』神武庸四郎共著. 有斐閣, 1989.4
- 『現代の経済政策 新版』田代洋一,金澤史男共編. 有斐閣ブックス 2000.11
- 『現代アメリカ経済 アメリカン・グローバリゼーションの構造』中本悟共編. 日本評論社, 2005.5
- 『TPP アメリカ発、第3の構造改革』(安倍新政権の論点 編著. かもがわ出版, 2013.5
- 『21世紀のいま、マルクスをどう学ぶか』山田敬男,牧野広義共編著. 学習の友社, 2018.12
- 『新版『資本論』のすすめ 刊行記念講演会でのあいさつと講演』志位和夫,山口富男,不破哲三共著 日本共産党中央委員会出版局, 2021.1

### 翻訳
- 大統領経済諮問委員会『米国経済白書』2014-16、2020 監修, 『米国経済白書』翻訳研究会 訳. 蒼天社出版, 2014-20
- 『バーニー・サンダース自伝』監訳. 大月書店, 2016.6

## 論文
- <萩原伸次郎